# Бернат I (граф Рибагорсы)
Бернат I Унифред (Унифред I; кат. Bernat I Unifred, исп. Bernardo I Unifredo; умер в 950 или 956) — граф Рибагорсы (920—950/956; в соправительстве с братом Миро I). Второй сын графа Пальярса и Рибагорсы Рамона I, родоначальник Рибагорсской династии.

## Биография
Впервые Бернат Унифред упоминается в исторических источниках в сентябре 916 года как военачальник, по приказу своего отца успешно отвоевавший у мусульман центральные районы Рибагорсы, потерянные в 908 году. Предполагается, что после этого Бернат мог быть назначен графом Рамоном I его соправителем в Рибагорсе. К 916 году относятся и сообщения об уже состоявшемся ранее браке Берната Унифреда с Тодой, дочерью последнего графа Арагона Галиндо II Аснареса. Этот брак способствовал дальнейшим успешным походам Берната, целью которых была область Собрарбе, до середины IX века принадлежавшая графству Арагон. В начале 920 года Бернат, вместе с королём Наварры Санчо I Гарсесом и мусульманином Амрусом ибн Мусой, сыном Мухаммада ал-Тавиля, совершил нападение на принадлежавшую мувалладской семье Бану Каси крепость Монсон и захватил округ Рураль (в долине Гальего).
В 920 году умер граф Пальярса и Рибагорсы Рамон I, после смерти которого его владения были разделены между сыновьями: первый и третий сыновья Рамона (Исарн I и Лопе I) получили графство Пальярс, второй и четвёртый — Бернат I Унифред и Миро I — графство Рибагорса. Самый младший из сыновей Рамона I, Ато, ещё ранее был посвящён в духовное звание и впоследствии был избран вторым епископом Пальярса. Как старший из братьев-соправителей Рибагорсы, Бернат Унифред имел преимущество перед своим младшим братом в управлении графством, о чём свидетельствует почти полное отсутствие документов, подписанных Миро. Предполагается, что Миро I мог под верховной властью старшего брата управлять землями вдоль реки Ногера-Рибагорсана.
В первые годы своего правления граф Бернат I Унифред в союзе с графом Арагона Галиндо II Аснаресом завершил отвоевание у мавров Собрарбе и начал её заселение. Однако между 943 и 948 годами из местных хартий полностью исчезают упоминания о графе Рибагорсы, уступая место указаниям на короля Наварры Гарсию I Санчеса как на правителя этой области. В этой связи историки предполагают, что в 940-х годах Собрарбе перешла из под власти графа Рибагорсы к правителю Наварры, однако обстоятельства этого события неизвестны.

Каталонские графства в IX—XII веках

По сообщению арабского историка аль-Удри, в июле или августе 929 года по приказу графа Берната I вместе со всей своей свитой был убит последний глава семьи Бану Каси Мухаммад III ибн Лубб, ранее получивший у графа Рибагорсы убежище от преследования со стороны халифа Кордовы Абд ар-Рахмана III. Захваченные у убитых ценности Бернат отдал на перестройку монастыря Оварра, росту благосостояния которого он активно способствовал. Граф Бернат I Унифред также покровительствовал монастырям Алаон и Лаваш, находившимся в его владениях, и епархии Пальярс, возглавляемой его братом Ато, после смерти которого он сначала содействовал возведению в епископский сан пресвитера Ориолфа, а затем, возможно, своего внука Одесинда.
Около 950 или 955 года скончался Миро I, брат и соправитель Берната, оставивший двух сыновей, Гильема I (умер около 975 года; упоминается в документе, датированном 947 годом, с титулом графа) и Рамона. Вскоре после смерти брата умер и сам граф Бернат I Унифред. Он был похоронен в монастыре Оварра, рядом с умершей в 941 году женой Тодой Галиндес. Преемником графа Берната стал его старший сын Рамон II.
Граф Бернат I Унифред ранее сентября 916 года вступил в брак с Тодой (умерла в 941), дочерью графа Арагона Галиндо II Аснареса. Детьми от этого брака были:
- Рамон II (умер в 970) — граф Рибагорсы (950/956—970)
- Галиндо (умер после 930) — второй муж (с около 930) Веласкиты[итал.], дочери короля Наварры Санчо I Гарсеса
- Боррель — в некоторых позднесредневековых документах он назван преемником своего отца в графстве Рибагорса, однако современная историческая наука отвергла это мнение как ошибочное
- Миро — от жены унаследовал земли в Нахере; умер бездетным
- Ава

Как активный борец с маврами, граф Бернат I уже вскоре после своей смерти стал героем рибагорсских и собрарбских народных преданий. Из устных сказаний во второй половине XI века рассказы о подвигах Берната перешли в исторические хроники, составленные в местных монастырях. В XIII веке предания о графе Рибагорсы стали известны в соседних с Каталонией землях, став составной частью возникших ранее сказаний о легендарном герое Бернардо дель Карпио.